# Уиздом, Джон
Джо́н Уи́здом (англ. John Wisdom; 12 сентября 1904, Лондон, Великобритания — 9 декабря 1993, Кембридж, Великобритания) — британский философ и психолог, представитель «кембриджской школы» аналитической философии. В 1950—1951 занимал пост председателя Аристотелевского общества.
В 1953 году выпустил книгу «Философия и психоанализ», которая стала началом нового направления в аналитической философии — лингвистической терапии. Дж. Уиздом полагал, что в процессе анализа языка аналитик подвергает терапии не только язык, но и самого себя, выздоравливает в философском смысле, подобно тому как это происходит в психоанализе. Понятие бессознательного, по мысли Уиздома, иллюстрирует разницу между вербальным и реальным. Философская проблема может быть решена лишь с помощью переосмысления понятий, а отнюдь не отсылкой к эмпирическому факту или логической ясности.
В своей статье «Боги» (1941, опубликована в 1945 году) он впервые поставил вопрос о состоятельности положений религиозной речи. Данная статья представляет собой образец «виттгенштейнианского фидеизма» задолго до обнародования концепции религии как «языковой игры» и «формы жизни», фигурирующей в «Философских исследованиях» Виттгенштейна и его вышеупомянутых заметках. По мысли Уиздома, теист и атеист соглашаются в фактах, когда речь идет о происходящем в окружающем мире. Но — позиции исследователей, определяющие интерпретации этих фактов, принимаемые исследователями объяснительные модели, разнятся. Именно дискуссию о них и следует вести как между теистом и атеистом, так и в межконфессиональных спорах.

## Сочинения
- Interpretation and Analysis, (1931)
- Wisdom J. Gods // Proceedings of the Aristotelian Society. — 1944-1945. — Vol. XLV. — P. 45.
- Other Minds, (1952)
- Philosophy & PsychoAnalysis, (1953)
- Paradox and Discovery, (1965)
- Proof and Explanation (The Virginia Lectures 1957), (1991)